# Issé

Issé este o comună în departamentul Loire-Atlantique, Franța. În 2009 avea o populație de 1,827 de locuitori.